# Rafsandschan (Verwaltungsbezirk)
Rafsandschan (persisch شهرستان رفسنجان) ist ein Schahrestan in der Provinz Kerman im Iran. Er enthält die Stadt Rafsandschan, welche die Hauptstadt des Verwaltungsbezirks ist. 

## Demografie
Bei der Volkszählung 2016 betrug die Einwohnerzahl des Schahrestan 311.214. Die Alphabetisierung lag bei 83 Prozent der Bevölkerung. Knapp 59 Prozent der Bevölkerung lebten in urbanen Regionen.
| Zensusjahr | Einwohnerzahl |
| ---------- | ------------- |
| 2011       | 287.921       |
| 2016       | 311.214       |